# Liste des monuments historiques de la Drôme
Cet article recense les monuments historiques de la Drôme, en France.

## Généralités
Au 21 juillet 2025, la Drôme compte 281 édifices comportant au moins une protection au titre des monuments historiques, dont 90 sont classés et 211 sont inscrits. Le total des monuments classés et inscrits est supérieur au nombre total de monuments protégés car plusieurs d'entre eux sont à la fois classés et inscrits.
La liste suivante les recense, organisés par commune.
- Haut – A
- B
- C
- D
- E
- F
- G
- H
- I
- J
- K
- L
- M
- N
- O
- P
- Q
- R
- S
- T
- U
- V
- W
- X
- Y
- Z

## Liste
| Monument | Commune                    | Adresse | Coordonnées                      | Notice         | Protection             | Date      | Illustration |
| --- | -------------------------- | --- | -------------------------------- | -------------- | ---------------------- | --------- | --- |
| Château d'Albon                                                                                                   | Albon                      | | 45° 14′ 42″ nord, 4° 51′ 14″ est | « PA00116878 » | Inscription Classement | 1982 2012 | Château d'Albon                                                                                                   |
| Prieuré d'Aleyrac                                                                                                 | Aleyrac                    | | 44° 29′ 58″ nord, 4° 56′ 25″ est | « PA00116879 » | Classement             | 1905      | Prieuré d'Aleyrac                                                                                                 |
| Église Saint-Didier d'Alixan                                                                                      | Alixan                     | | 44° 58′ 30″ nord, 5° 01′ 35″ est | « PA00116880 » | Inscription Classement | 1927 1984 | Église Saint-Didier d'Alixan                                                                                      |
| Ancien village d'Allan                                                                                            | Allan                      | | 44° 29′ 52″ nord, 4° 47′ 48″ est | « PA00117097 » | Inscription            | 1989      | Ancien village d'Allan                                                                                            |
| Chapelle Sainte-Barbara d'Allan                                                                                   | Allan                      | | 44° 29′ 04″ nord, 4° 48′ 05″ est | « PA00116881 » | Classement             | 1924      | Chapelle Sainte-Barbara d'Allan                                                                                   |
| Presbytère d'Anneyron                                                                                             | Anneyron                   | | 45° 16′ 12″ nord, 4° 53′ 17″ est | « PA00116883 » | Inscription            | 1963      | Image manquante Téléverser                                                                                        |
| Église d'Anneyron                                                                                                 | Anneyron                   | | 45° 16′ 10″ nord, 4° 53′ 21″ est | « PA00116882 » | Inscription            | 1927      | Église d'Anneyron                                                                                                 |
| Église Saint-Marcellin d'Arthémonay                                                                               | Arthémonay                 | | 45° 08′ 34″ nord, 5° 03′ 22″ est | « PA00116884 » | Inscription            | 1926      | Église Saint-Marcellin d'Arthémonay                                                                               |
| Château d'Aulan                                                                                                   | Aulan                      | | 44° 13′ 20″ nord, 5° 25′ 41″ est | « PA00116885 » | Inscription            | 1950      | Château d'Aulan                                                                                                   |
| Église de Barret-de-Lioure                                                                                        | Barret-de-Lioure           | | 44° 11′ 07″ nord, 5° 29′ 37″ est | « PA00116886 » | Inscription Abrogation | 1926 2016 | Église de Barret-de-Lioure                                                                                        |
| Presbytère de Bathernay                                                                                           | Bathernay                  | | 45° 10′ 47″ nord, 4° 59′ 42″ est | « PA00116888 » | Inscription            | 1981      | Presbytère de Bathernay                                                                                           |
| Église Saint-Étienne de Bathernay                                                                                 | Bathernay                  | | 45° 10′ 47″ nord, 4° 59′ 42″ est | « PA00116887 » | Classement             | 1921      | Église Saint-Étienne de Bathernay                                                                                 |
| Église Sainte-Croix de La Baume-de-Transit                                                                        | La Baume-de-Transit        | | 44° 20′ 17″ nord, 4° 51′ 52″ est | « PA00116891 » | Classement             | 1908      | Église Sainte-Croix de La Baume-de-Transit                                                                        |
| Château de La Baume-de-Transit                                                                                    | La Baume-de-Transit        | | 44° 20′ 18″ nord, 4° 51′ 55″ est | « PA00116890 » | Classement             | 1980      | Château de La Baume-de-Transit                                                                                    |
| Porte fortifiée de Beaumont-lès-Valence                                                                           | Beaumont-lès-Valence       | | 44° 51′ 38″ nord, 4° 56′ 29″ est | « PA00116894 » | Inscription            | 1969      | Porte fortifiée de Beaumont-lès-Valence                                                                           |
| Pont sur la Véore                                                                                                 | Beaumont-lès-Valence       | | 44° 52′ 10″ nord, 4° 55′ 55″ est | « PA00116893 » | Inscription            | 1982      | Pont sur la Véore                                                                                                 |
| Église-temple de Beaumont-lès-Valence                                                                             | Beaumont-lès-Valence       | | 44° 51′ 36″ nord, 4° 56′ 30″ est | « PA00116892 » | Classement             | 1914      | Église-temple de Beaumont-lès-Valence                                                                             |
| Abbaye Sainte-Anne de Bonlieu-sur-Roubion                                                                         | Bonlieu-sur-Roubion        | | 44° 35′ 39″ nord, 4° 52′ 47″ est | « PA26000006 » | Inscription            | 1999      | Abbaye Sainte-Anne de Bonlieu-sur-Roubion                                                                         |
| Chapelle Saint-Sébastien de Bouchet                                                                               | Bouchet                    | rue de la chapelle | 44° 17′ 58″ nord, 4° 52′ 28″ est | « PA00116897 » | Inscription            | 1972      | Chapelle Saint-Sébastien de Bouchet                                                                               |
| Abbaye de Bouchet                                                                                                 | Bouchet                    | | 44° 17′ 53″ nord, 4° 52′ 25″ est | « PA00116896 » | Inscription            | 1932      | Abbaye de Bouchet                                                                                                 |
| Grotte ornée, dite Tune de la Varaime                                                                             | Boulc                      | | 44° 38′ 23″ nord, 5° 37′ 28″ est | « PA00117107 » | Classement             | 1990      | Image manquante Téléverser                                                                                        |
| Maison du XVe siècle                                                                                              | Bourdeaux                  | Vieux-Bourdeaux (rue du) | 44° 35′ 03″ nord, 5° 07′ 59″ est | « PA00116898 » | Inscription            | 1926      | Maison du XVe siècle                                                                                              |
| Chapellerie Mossant                                                                                               | Bourg-de-Péage             | Général-de-Gaulle (avenue du) | 45° 02′ 12″ nord, 5° 03′ 23″ est | « PA26000013 » | Inscription            | 2004      | Image manquante Téléverser                                                                                        |
| Maison Favor | Bourg-de-Péage             | 218 rue Jean-Jaurès (Grand'Rue) | 45° 01′ 55″ nord, 5° 02′ 49″ est | « PA00116899 » | Inscription Classement | 1972 1972 | Maison Favor |
| Cartoucherie de Bourg-lès-Valence                                                                                 | Bourg-lès-Valence          | Quartier de Chony | 44° 56′ 28″ nord, 4° 53′ 54″ est | « PA26000011 » | Inscription            | 2003      | Cartoucherie de Bourg-lès-Valence                                                                                 |
| Chapelle des Ursulines de Buis-les-Baronnies                                                                      | Buis-les-Baronnies         | | 44° 16′ 33″ nord, 5° 16′ 25″ est | « PA00116900 » | Inscription            | 1926      | Chapelle des Ursulines de Buis-les-Baronnies                                                                      |
| Chapelle Saint-Andéol de La Bâtie-Rolland                                                                         | La Bâtie-Rolland           | Dans le cimetière | 44° 33′ 40″ nord, 4° 51′ 12″ est | « PA00116889 » | Classement             | 1967      | Chapelle Saint-Andéol de La Bâtie-Rolland                                                                         |
| Domaine des Thévenins                                                                                             | Bésayes                    | | 44° 58′ 18″ nord, 5° 03′ 16″ est | « PA26000019 » | Inscription            | 2006      | Image manquante Téléverser                                                                                        |
| Porte de ville de Chabeuil                                                                                        | Chabeuil                   | 18 Rue Gustave André | 44° 53′ 58″ nord, 5° 01′ 14″ est | « PA00116901 » | Inscription            | 1926      | Porte de ville de Chabeuil                                                                                        |
| Église Saint-Pierre                                                                                               | Chabrillan                 | | 44° 43′ 15″ nord, 4° 57′ 00″ est | « PA00116903 » | Classement             | 1862      | Église Saint-Pierre                                                                                               |
| Château de Chabrillan                                                                                             | Chabrillan                 | | 44° 43′ 27″ nord, 4° 56′ 30″ est | « PA00116902 » | Inscription            | 1926      | Château de Chabrillan                                                                                             |
| Château de Chamaret                                                                                               | Chamaret                   | | 44° 23′ 44″ nord, 4° 52′ 57″ est | « PA00117108 » | Inscription            | 1992      | Château de Chamaret                                                                                               |
| Église de Chantemerle-les-Blés                                                                                    | Chantemerle-les-Blés       | | 45° 06′ 36″ nord, 4° 53′ 51″ est | « PA00116905 » | Classement             | 1905      | Église de Chantemerle-les-Blés                                                                                    |
| Chapelle inférieure de Chantemerle-les-Blés                                                                       | Chantemerle-les-Blés       | | 45° 06′ 37″ nord, 4° 53′ 49″ est | « PA00116904 » | Inscription            | 1926      | Image manquante Téléverser                                                                                        |
| Église de La Chapelle-en-Vercors                                                                                  | La Chapelle-en-Vercors     | | 44° 58′ 05″ nord, 5° 24′ 56″ est | « PA00116906 » | Classement             | 1983      | Église de La Chapelle-en-Vercors                                                                                  |
| Château de La Charce                                                                                              | La Charce                  | | 44° 28′ 15″ nord, 5° 27′ 08″ est | « PA00116907 » | Inscription            | 1926      | Château de La Charce                                                                                              |
| Maison Proclamy                                                                                                   | Charmes-sur-l'Herbasse     | | 45° 08′ 54″ nord, 5° 00′ 57″ est | « PA00116909 » | Classement             | 1912      | Image manquante Téléverser                                                                                        |
| Château de Charmes-sur-l'Herbasse                                                                                 | Charmes-sur-l'Herbasse     | | 45° 08′ 59″ nord, 5° 00′ 54″ est | « PA00116908 » | Inscription            | 1986      | Château de Charmes-sur-l'Herbasse                                                                                 |
| Église Saint-Jean-Baptiste de Charols                                                                             | Charols                    | | 44° 35′ 34″ nord, 4° 57′ 06″ est | « PA00132811 » | Inscription            | 1994      | Église Saint-Jean-Baptiste de Charols                                                                             |
| Château de Pizançon                                                                                               | Chatuzange-le-Goubet       | | 45° 02′ 16″ nord, 5° 04′ 27″ est | « PA00116914 » | Inscription Classement | 1982 1982 | Château de Pizançon                                                                                               |
| Château du Mouchet                                                                                                | Chavannes                  | | 45° 06′ 31″ nord, 4° 55′ 07″ est | « PA26000015 » | Inscription            | 2005      | Image manquante Téléverser                                                                                        |
| Château du Bourg                                                                                                  | Châteaudouble              | | 44° 54′ 17″ nord, 5° 05′ 47″ est | « PA00116910 » | Inscription Classement | 1959 1988 | Image manquante Téléverser                                                                                        |
| Domaine de la Merlière                                                                                            | Châteauneuf-de-Galaure     | | 45° 14′ 13″ nord, 4° 57′ 42″ est | « PA26000001 » | Inscription            | 1997      | Image manquante Téléverser                                                                                        |
| Prieuré de Charrière                                                                                              | Châteauneuf-de-Galaure     | | 45° 13′ 59″ nord, 4° 58′ 19″ est | « PA26000031 » | Inscription            | 2015      | Prieuré de Charrière                                                                                              |
| Hôtel d'Arlempdes                                                                                                 | Châteauneuf-du-Rhône       | Portail (rue du) | 44° 29′ 04″ nord, 4° 42′ 56″ est | « PA00116911 » | Inscription Classement | 1988 1988 | Hôtel d'Arlempdes                                                                                                 |
| Abbaye de Vernaison (ancienne)                                                                                    | Châteauneuf-sur-Isère      | | 45° 01′ 47″ nord, 5° 00′ 59″ est | « PA00116912 » | Inscription            | 1987      | Image manquante Téléverser                                                                                        |
| Château de Chatillon                                                                                              | Châtillon-Saint-Jean       | | 45° 05′ 10″ nord, 5° 08′ 15″ est | « PA00116913 » | Inscription            | 1982      | Image manquante Téléverser                                                                                        |
| Hôtel de ville de Châtillon-en-Diois                                                                              | Châtillon-en-Diois         | Reviron (place du) | 44° 41′ 42″ nord, 5° 29′ 07″ est | « PA00117109 » | Inscription Classement | 1992 2008 | Hôtel de ville de Châtillon-en-Diois                                                                              |
| Tour talutée de Clansayes                                                                                         | Clansayes                  | | 44° 22′ 18″ nord, 4° 48′ 29″ est | « PA26000018 » | Inscription            | 2006      | Tour talutée de Clansayes                                                                                         |
| Tour-donjon de Clansayes                                                                                          | Clansayes                  | montée du donjon | 44° 22′ 18″ nord, 4° 48′ 24″ est | « PA00116916 » | Classement             | 2006      | Tour-donjon de Clansayes                                                                                          |
| Église Saint-Michel                                                                                               | Clansayes                  | Passage du Mistral | 44° 22′ 17″ nord, 4° 48′ 24″ est | « PA00116915 » | Inscription            | 1926      | Église Saint-Michel                                                                                               |
| Prieuré de Saint-Andéol                                                                                           | Claveyson                  | | 45° 09′ 55″ nord, 4° 57′ 19″ est | « PA00116917 » | Classement             | 1984      | Prieuré de Saint-Andéol                                                                                           |
| Poterie de Cliousclat                                                                                             | Cliousclat                 | | 44° 42′ 57″ nord, 4° 50′ 14″ est | « PA26000002 » | Inscription            | 1997      | Poterie de Cliousclat                                                                                             |
| Château de Genas                                                                                                  | Cléon-d'Andran             | | 44° 36′ 57″ nord, 4° 55′ 45″ est | « PA00116918 » | Inscription            | 1989      | Château de Genas                                                                                                  |
| Église Saint-Pierre-ès-Liens de Colonzelle                                                                        | Colonzelle                 | | 45° 08′ 47″ nord, 5° 01′ 15″ est | « PA00116919 » | Inscription Classement | 2009 2009 | Église Saint-Pierre-ès-Liens de Colonzelle                                                                        |
| Église Saint-Pierre-et-Saint-Paul de Comps                                                                        | Comps                      | | 44° 33′ 14″ nord, 5° 06′ 42″ est | « PA00116920 » | Classement             | 1938      | Église Saint-Pierre-et-Saint-Paul de Comps                                                                        |
| Immeuble Labretonnière                                                                                            | Crest                      | Cuiretteries (rue des) | 44° 43′ 40″ nord, 5° 01′ 19″ est | « PA00116928 » | Inscription            | 1981      | Immeuble Labretonnière                                                                                            |
| Hôtel de La Tour-du-Pin-Montauban                                                                                 | Crest                      | République (rue de la) 14 | 44° 43′ 43″ nord, 5° 01′ 28″ est | « PA00116925 » | Inscription            | 1980      | Hôtel de La Tour-du-Pin-Montauban                                                                                 |
| Hôtel de Pluvinel                                                                                                 | Crest                      | République (rue de la) 2 ; Général-de-Gaulle (place du) 1 ; Cuiretteries (rue des)                                                                       | 44° 43′ 40″ nord, 5° 01′ 19″ est | « PA00116927 » | Inscription            | 1984      | Hôtel de Pluvinel                                                                                                 |
| Maison de la Poste                                                                                                | Crest                      | Verdun (quai de) | 44° 43′ 39″ nord, 5° 01′ 20″ est | « PA00116929 » | Inscription            | 1975      | Maison de la Poste                                                                                                |
| Église Saint-Sauveur de Crest                                                                                     | Crest                      | Rue de la République | 44° 43′ 43″ nord, 5° 01′ 22″ est | « PA00116926 » | Classement             | 1983      | Église Saint-Sauveur de Crest                                                                                     |
| Tour de Crest | Crest                      | | 44° 43′ 47″ nord, 5° 01′ 23″ est | « PA00116924 » | Classement             | 1877      | Tour de Crest |
| Chapelle de la Visitation de Crest                                                                                | Crest                      | | 44° 43′ 49″ nord, 5° 01′ 19″ est | « PA00116923 » | Inscription            | 1981      | Image manquante Téléverser                                                                                        |
| Chapelle des Cordeliers de Crest                                                                                  | Crest                      | | 44° 43′ 44″ nord, 5° 01′ 20″ est | « PA00116922 » | Inscription            | 1986      | Chapelle des Cordeliers de Crest                                                                                  |
| Chapelle Saint-Jean de Crupies                                                                                    | Crupies                    | | 44° 33′ 37″ nord, 5° 09′ 54″ est | « PA00116930 » | Inscription            | 1980      | Chapelle Saint-Jean de Crupies                                                                                    |
| Tour-clocher de Crépol                                                                                            | Crépol                     | | 45° 10′ 27″ nord, 5° 04′ 20″ est | « PA00116921 » | Classement             | 1956      | Tour-clocher de Crépol                                                                                            |
| Remparts de Die                                                                                                   | Die                        | Gagnard (boulevard du) | 44° 45′ 03″ nord, 5° 22′ 14″ est | « PA00116935 » | Classement             | 1921      | Remparts de Die                                                                                                   |
| Maison du notaire Chambron                                                                                        | Die                        | place du Marché | 44° 45′ 10″ nord, 5° 22′ 13″ est | « PA26000014 » | Inscription            | 2004      | Maison du notaire Chambron                                                                                        |
| Presbytère de Die                                                                                                 | Die                        | Saint-Vincent (rue) 9 | 44° 45′ 07″ nord, 5° 22′ 13″ est | « PA26000016 » | Inscription            | 2005      | Presbytère de Die                                                                                                 |
| Château Saint-Laurent                                                                                             | Die                        | | 44° 46′ 11″ nord, 5° 20′ 36″ est | « PA00117098 » | Inscription            | 1989      | Image manquante Téléverser                                                                                        |
| Temple protestant de Die                                                                                          | Die                        | | 44° 45′ 07″ nord, 5° 22′ 15″ est | « PA00116936 » | Inscription            | 1931      | Temple protestant de Die                                                                                          |
| Porte Saint-Marcel                                                                                                | Die                        | | 44° 45′ 14″ nord, 5° 22′ 28″ est | « PA00116934 » | Classement             | 1862      | Porte Saint-Marcel                                                                                                |
| Cathédrale Notre-Dame de Die                                                                                      | Die                        | | 44° 45′ 12″ nord, 5° 22′ 19″ est | « PA00116933 » | Classement             | 1840      | Cathédrale Notre-Dame de Die                                                                                      |
| Autels tauroboliques de Die                                                                                       | Die                        | | 44° 45′ 18″ nord, 5° 22′ 12″ est | « PA00116932 » | Classement             | 1886      | Image manquante Téléverser                                                                                        |
| Abbaye de Valcroissant                                                                                            | Die                        | | 44° 44′ 47″ nord, 5° 25′ 53″ est | « PA00116931 » | Classement             | 1971      | Abbaye de Valcroissant                                                                                            |
| Église Saint-Pierre de Dieulefit                                                                                  | Dieulefit                  | Ancienne-Ville (place de l') | 44° 25′ 40″ nord, 5° 17′ 46″ est | « PA00116938 » | Inscription            | 1926      | Église Saint-Pierre de Dieulefit                                                                                  |
| Maison Reux | Dieulefit                  | Reymonds (rue des) ; Châteauras (place) | 44° 31′ 23″ nord, 5° 03′ 56″ est | « PA00116939 » | Inscription            | 1988      | Image manquante Téléverser                                                                                        |
| Beffroi de Dieulefit                                                                                              | Dieulefit                  | | 44° 31′ 34″ nord, 5° 03′ 58″ est | « PA00116937 » | Inscription            | 1926      | Beffroi de Dieulefit                                                                                              |
| Temple protestant de Dieulefit                                                                                    | Dieulefit                  | | 44° 31′ 24″ nord, 5° 03′ 57″ est | « PA26000022 » | Inscription            | 2010      | Temple protestant de Dieulefit                                                                                    |
| Pont du Robinet                                                                                                   | Donzère                    | C.D. 86J | 44° 27′ 09″ nord, 4° 41′ 53″ est | « PA00116943 » | Inscription            | 1985      | Pont du Robinet                                                                                                   |
| Ancienne gendarmerie de Donzère                                                                                   | Donzère                    | R.N. 541 | 44° 26′ 38″ nord, 4° 42′ 46″ est | « PA00116942 » | Inscription            | 1981      | Ancienne gendarmerie de Donzère                                                                                   |
| Moulin à vent de Beauvert                                                                                         | Donzère                    | | 44° 26′ 53″ nord, 4° 42′ 27″ est | « PA26000023 » | Inscription            | 2010      | Moulin à vent de Beauvert                                                                                         |
| Site vinicole gallo-romain dit Le Mollard                                                                         | Donzère                    | | 44° 45′ 58″ nord, 5° 11′ 33″ est | « PA00132971 » | Classement             | 1994      | Image manquante Téléverser                                                                                        |
| Église Saint-Philibert                                                                                            | Donzère                    | | 44° 26′ 40″ nord, 4° 42′ 27″ est | « PA00116941 » | Classement             | 1908      | Église Saint-Philibert                                                                                            |
| Château de Donzère                                                                                                | Donzère                    | Chemin du Paradis | 44° 26′ 42″ nord, 4° 42′ 41″ est | « PA00116940 » | Inscription            | 1971      | Château de Donzère                                                                                                |
| Commanderie de Lachal                                                                                             | Épinouze                   | | 45° 18′ 35″ nord, 4° 55′ 21″ est | « PA00116944 » | Inscription            | 1981      | Image manquante Téléverser                                                                                        |
| Banc de justice d'Espeluche                                                                                       | Espeluche                  | Fontaine (place de la) | 44° 30′ 55″ nord, 4° 49′ 26″ est | « PA00116946 » | Classement             | 1981      | Banc de justice d'Espeluche                                                                                       |
| Château de Lalo                                                                                                   | Espeluche                  | | 44° 32′ 29″ nord, 4° 48′ 50″ est | « PA00116945 » | Inscription            | 1981      | Château de Lalo                                                                                                   |
| Porte fortifiée servant d'entrée au château de la Boisse                                                          | Étoile-sur-Rhône           | | 44° 50′ 14″ nord, 4° 53′ 40″ est | « PA00116948 » | Inscription            | 1926      | Porte fortifiée servant d'entrée au château de la Boisse                                                          |
| Église Notre-Dame d'Étoile-sur-Rhône                                                                              | Étoile-sur-Rhône           | | 44° 50′ 15″ nord, 4° 53′ 34″ est | « PA00116947 » | Classement             | 1908      | Église Notre-Dame d'Étoile-sur-Rhône                                                                              |
| Église Saint-Michel de La Garde-Adhémar                                                                           | La Garde-Adhémar           | | 44° 23′ 34″ nord, 4° 45′ 08″ est | « PA00116951 » | Classement             | 1862      | Église Saint-Michel de La Garde-Adhémar                                                                           |
| Prieuré du Val des Nymphes                                                                                        | La Garde-Adhémar           | | 44° 23′ 38″ nord, 4° 46′ 30″ est | « PA00116950 » | Classement             | 1889      | Prieuré du Val des Nymphes                                                                                        |
| Chapelle des Pénitents Blancs de La Garde-Adhémar                                                                 | La Garde-Adhémar           | | 44° 23′ 33″ nord, 4° 45′ 09″ est | « PA00116949 » | Inscription            | 1988      | Chapelle des Pénitents Blancs de La Garde-Adhémar                                                                 |
| Église de Geyssans                                                                                                | Geyssans                   | | 45° 07′ 15″ nord, 5° 04′ 21″ est | « PA00116952 » | Classement             | 1984      | Église de Geyssans                                                                                                |
| Église de Gigors-et-Lozeron                                                                                       | Gigors-et-Lozeron          | | 44° 47′ 27″ nord, 5° 06′ 21″ est | « PA00116953 » | Inscription            | 1978      | Image manquante Téléverser                                                                                        |
| Église de Glandage                                                                                                | Glandage                   | | 44° 41′ 16″ nord, 5° 35′ 53″ est | « PA00116954 » | Inscription            | 1934      | Église de Glandage                                                                                                |
| Halles du Grand-Serre                                                                                             | Le Grand-Serre             | | 45° 16′ 12″ nord, 5° 06′ 16″ est | « PA00116956 » | Inscription            | 1978      | Halles du Grand-Serre                                                                                             |
| Église du Grand-Serre                                                                                             | Le Grand-Serre             | | 45° 16′ 11″ nord, 5° 06′ 13″ est | « PA00116955 » | Inscription            | 1926      | Image manquante Téléverser                                                                                        |
| Domaine de Plaisance                                                                                              | Grane                      | | 44° 43′ 20″ nord, 4° 55′ 20″ est | « PA26000007 » | Inscription            | 1999      | Image manquante Téléverser                                                                                        |
| Prieuré de Grane                                                                                                  | Grane                      | | 44° 44′ 20″ nord, 4° 54′ 50″ est | « PA00116958 » | Inscription            | 1926      | Image manquante Téléverser                                                                                        |
| Beffroi de Grane                                                                                                  | Grane                      | | 44° 43′ 53″ nord, 4° 55′ 23″ est | « PA00116957 » | Inscription            | 1926      | Beffroi de Grane                                                                                                  |
| Statue de Madame de Sévigné                                                                                       | Grignan                    | Place Sévigné | 44° 25′ 12″ nord, 4° 54′ 29″ est | « PA26000032 » | Inscription            | 2016      | Statue de Madame de Sévigné                                                                                       |
| maison Flachère de Roustan                                                                                        | Grignan                    | Grand-Faubourg (rue du) | 44° 25′ 12″ nord, 4° 54′ 21″ est | « PA00116964 » | Inscription Classement | 1982 1982 | maison Flachère de Roustan                                                                                        |
| Lavoir de Grignan                                                                                                 | Grignan                    | Mail (place du) | 44° 25′ 11″ nord, 4° 54′ 27″ est | « PA00116963 » | Inscription            | 1987      | Lavoir de Grignan                                                                                                 |
| Collégiale Saint-Sauveur                                                                                          | Grignan                    | | 44° 25′ 08″ nord, 4° 54′ 32″ est | « PA00116962 » | Classement             | 1840      | Collégiale Saint-Sauveur                                                                                          |
| Château de Grignan                                                                                                | Grignan                    | | 44° 25′ 08″ nord, 4° 54′ 32″ est | « PA00116961 » | Inscription Classement | 1947 1993 | Château de Grignan                                                                                                |
| Chapelle Saint-Vincent de Grignan                                                                                 | Grignan                    | | 44° 25′ 05″ nord, 4° 54′ 12″ est | « PA00116960 » | Inscription            | 1926      | Chapelle Saint-Vincent de Grignan                                                                                 |
| Beffroi de Grignan                                                                                                | Grignan                    | | 44° 25′ 11″ nord, 4° 54′ 30″ est | « PA00116959 » | Inscription            | 1926      | Beffroi de Grignan                                                                                                |
| Palais idéal du facteur Cheval                                                                                    | Hauterives                 | Palais-Idéal (rue du) | 45° 15′ 23″ nord, 5° 01′ 43″ est | « PA00116966 » | Classement             | 1969      | Palais idéal du facteur Cheval                                                                                    |
| Villa Alicius du facteur Cheval                                                                                   | Hauterives                 | Palais-Idéal (rue du) | 45° 15′ 21″ nord, 5° 01′ 40″ est | « PA00116966 » | Inscription            | 2010      | Villa Alicius du facteur Cheval                                                                                   |
| Tombe du Facteur Cheval                                                                                           | Hauterives                 | | 45° 15′ 00″ nord, 5° 01′ 08″ est | « PA00116967 » | Inscription Classement | 1975 2011 | Tombe du Facteur Cheval                                                                                           |
| Château d'Hauterives                                                                                              | Hauterives                 | | 45° 15′ 14″ nord, 5° 01′ 46″ est | « PA00116965 » | Inscription            | 1926      | Château d'Hauterives                                                                                              |
| Église Saint-Martin                                                                                               | Hostun                     | | 45° 02′ 19″ nord, 5° 12′ 00″ est | « PA00116968 » | Inscription            | 1978      | Église Saint-Martin                                                                                               |
| Église de Jaillans                                                                                                | Jaillans                   | | 45° 01′ 41″ nord, 5° 10′ 28″ est | « PA00116895 » | Inscription            | 1926      | Image manquante Téléverser                                                                                        |
| Église Notre-Dame-de-Calma                                                                                        | Lachau                     | | 44° 13′ 28″ nord, 5° 38′ 34″ est | « PA00116969 » | Classement             | 1875      | Église Notre-Dame-de-Calma                                                                                        |
| Chapelle Saint-Michel                                                                                             | La Laupie                  | | 44° 36′ 16″ nord, 4° 50′ 45″ est | « PA00116970 » | Inscription            | 1987      | Chapelle Saint-Michel                                                                                             |
| Église Saint-Pierre de Lemps                                                                                      | Lemps                      | | 44° 21′ 06″ nord, 5° 25′ 07″ est | « PA26000027 » | Inscription            | 2011      | Église Saint-Pierre de Lemps                                                                                      |
| Château du Double                                                                                                 | Lens-Lestang               | | 45° 17′ 21″ nord, 5° 01′ 26″ est | « PA00116971 » | Inscription Classement | 1978 1978 | Château du Double                                                                                                 |
| Château du Haut-Livron                                                                                            | Livron-sur-Drôme           | | 44° 46′ 13″ nord, 4° 50′ 44″ est | « PA00117105 » | Inscription            | 1990      | Château du Haut-Livron                                                                                            |
| Cimetière et collégiale de Livron-sur-Drôme                                                                       | Livron-sur-Drôme           | | 44° 46′ 22″ nord, 4° 50′ 58″ est | « PA00116973 » | Inscription            | 1926      | Cimetière et collégiale de Livron-sur-Drôme                                                                       |
| Maison la Guérimande                                                                                              | Loriol-sur-Drôme           | | 44° 45′ 06″ nord, 4° 49′ 10″ est | « PA00117111 » | Inscription            | 1992      | Maison la Guérimande                                                                                              |
| Ancienne commanderie des Templiers                                                                                | Lus-la-Croix-Haute         | | 44° 39′ 43″ nord, 5° 40′ 40″ est | « PA26000017 » | Inscription            | 2005      | Image manquante Téléverser                                                                                        |
| Église abbatiale Sainte-Marie (ancienne)                                                                          | Léoncel                    | | 44° 54′ 39″ nord, 5° 11′ 31″ est | « PA00116972 » | Classement             | 1840      | Église abbatiale Sainte-Marie (ancienne)                                                                          |
| Ensemble archéologique dit de la Grotte Mandrin                                                                   | Malataverne                | | 44° 28′ 10″ nord, 4° 46′ 17″ est | « PA26000037 » | Inscrit MH             | 2024      | Ensemble archéologique dit de la Grotte Mandrin                                                                   |
| Prieuré de Manthes                                                                                                | Manthes                    | | 45° 18′ 05″ nord, 5° 00′ 28″ est | « PA00116975 » | Inscription            | 1986      | Prieuré de Manthes                                                                                                |
| Église | Manthes                    | | 45° 18′ 06″ nord, 5° 00′ 26″ est | « PA00116974 » | Classement             | 1932      | Image manquante Téléverser                                                                                        |
| Église Saint-Félix                                                                                                | Marsanne                   | | 44° 38′ 49″ nord, 4° 52′ 25″ est | « PA00116976 » | Inscription            | 1926      | Église Saint-Félix                                                                                                |
| Fontaine | Mirabel-aux-Baronnies      | place d'armes | 44° 18′ 39″ nord, 5° 05′ 51″ est | « PA00116977 » | Inscription            | 1978      | Fontaine |
| Maison dite Château de Miribel                                                                                    | Miribel                    | | 45° 12′ 11″ nord, 5° 06′ 35″ est | « PA26000012 » | Classement             | 2005      | Image manquante Téléverser                                                                                        |
| Église et son cimetière                                                                                           | Miribel                    | | 45° 11′ 57″ nord, 5° 06′ 41″ est | « PA00116978 » | Inscription            | 1926      | Église et son cimetière                                                                                           |
| Eglise Sainte-Foy                                                                                                 | Mirmande                   | | 44° 41′ 52″ nord, 4° 50′ 13″ est | « PA00116979 » | Inscription            | 1948      | Eglise Sainte-Foy                                                                                                 |
| Fontaine et vieux lavoir à arcades                                                                                | Mollans-sur-Ouvèze         | | 44° 14′ 09″ nord, 5° 11′ 25″ est | « PA00116982 » | Inscription            | 1926      | Fontaine et vieux lavoir à arcades                                                                                |
| Église paroissiale                                                                                                | Mollans-sur-Ouvèze         | | 44° 14′ 14″ nord, 5° 11′ 30″ est | « PA00116981 » | Inscription            | 1978      | Église paroissiale                                                                                                |
| Chapelle Notre-Dame-du-Pont                                                                                       | Mollans-sur-Ouvèze         | | 44° 14′ 10″ nord, 5° 11′ 27″ est | « PA00116980 » | Inscription            | 1978      | Chapelle Notre-Dame-du-Pont                                                                                       |
| Prieuré | Montbrison                 | | 44° 26′ 11″ nord, 5° 02′ 14″ est | « PA00116983 » | Inscription Classement | 1986 1986 | Prieuré |
| Beffroi | Montbrun-les-Bains         | | 44° 10′ 34″ nord, 5° 26′ 37″ est | « PA00116984 » | Inscription            | 1926      | Beffroi |
| Château | Montchenu                  | | 45° 12′ 01″ nord, 5° 02′ 08″ est | « PA00116985 » | Inscription            | 1979      | Image manquante Téléverser                                                                                        |
| Église | Montclar-sur-Gervanne      | | 44° 44′ 51″ nord, 5° 08′ 38″ est | « PA00116987 » | Inscription            | 1926      | Église |
| Château de Vachères (Montclar-sur-Gervanne)                                                                       | Montclar-sur-Gervanne      | | 44° 44′ 21″ nord, 5° 07′ 36″ est | « PA00116986 » | Inscription            | 1987      | Château de Vachères (Montclar-sur-Gervanne)                                                                       |
| Château | Montjoux                   | | 44° 30′ 17″ nord, 5° 06′ 14″ est | « PA00116995 » | Inscription            | 1980      | Château |
| Tour (vieille) | Montmiral                  | | 45° 08′ 33″ nord, 5° 08′ 06″ est | « PA00116997 » | Classement             | 1927      | Tour (vieille) |
| Église | Montmiral                  | | 45° 09′ 14″ nord, 5° 08′ 53″ est | « PA00116996 » | Inscription            | 1927      | Image manquante Téléverser                                                                                        |
| Église (ancienne)                                                                                                 | Montségur-sur-Lauzon       | | 44° 21′ 29″ nord, 4° 51′ 36″ est | « PA00116998 » | Inscription            | 1978      | Église (ancienne)                                                                                                 |
| Porte fortifiée de l'ancien village                                                                               | Montvendre                 | | 44° 52′ 21″ nord, 5° 01′ 23″ est | « PA00116999 » | Inscription            | 1926      | Porte fortifiée de l'ancien village                                                                               |
| Hôtel du Puy-Montbrun                                                                                             | Montélimar                 | Emile-Loubet (place) 6 | 44° 33′ 27″ nord, 4° 44′ 59″ est | « PA00117099 » | Inscription            | 1989      | Hôtel du Puy-Montbrun                                                                                             |
| Galerie d'arcades                                                                                                 | Montélimar                 | Marché (place du) 12, 14 | 44° 33′ 31″ nord, 4° 45′ 01″ est | « PA00116989 » | Inscription            | 1982      | Galerie d'arcades                                                                                                 |
| Hôtel de Chabrillan                                                                                               | Montélimar                 | Pierre-Julien (rue) 130 | 44° 33′ 37″ nord, 4° 45′ 07″ est | « PA00116990 » | Inscription            | 1981      | Hôtel de Chabrillan                                                                                               |
| Collégiale Sainte-Croix de Montélimar                                                                             | Montélimar                 | Sainte-Croix (rue) 12 | 44° 33′ 30″ nord, 4° 45′ 01″ est | « PA26000021 » | Inscription            | 2008      | Collégiale Sainte-Croix de Montélimar                                                                             |
| Domaine de Serre-de-Parc                                                                                          | Montélimar                 | | 44° 35′ 18″ nord, 4° 45′ 14″ est | « PA26000005 » | Inscription Classement | 1989 1997 | Domaine de Serre-de-Parc                                                                                          |
| Ensemble thermal gallo-romain (vestiges)                                                                          | Montélimar                 | | 44° 34′ 07″ nord, 4° 45′ 28″ est | « PA00116994 » | Inscription            | 1986      | Image manquante Téléverser                                                                                        |
| Tour de Narbonne                                                                                                  | Montélimar                 | | 44° 33′ 36″ nord, 4° 45′ 17″ est | « PA00116993 » | Classement             | 1938      | Tour de Narbonne                                                                                                  |
| Porte Saint-Martin                                                                                                | Montélimar                 | place Saint Martin | 44° 33′ 40″ nord, 4° 45′ 10″ est | « PA00116992 » | Inscription            | 1930      | Porte Saint-Martin                                                                                                |
| Maison dite de Diane de Poitiers                                                                                  | Montélimar                 | | 44° 33′ 27″ nord, 4° 45′ 00″ est | « PA00116991 » | Inscription            | 1956      | Maison dite de Diane de Poitiers                                                                                  |
| Château des Adhémar ou des Papes                                                                                  | Montélimar                 | | 44° 33′ 33″ nord, 4° 45′ 15″ est | « PA00116988 » | Classement             | 1889      | Château des Adhémar ou des Papes                                                                                  |
| Hôtel de ville | Moras-en-Valloire          | | 45° 17′ 25″ nord, 4° 59′ 36″ est | « PA00117000 » | Inscription            | 1979      | Image manquante Téléverser                                                                                        |
| Maison dite Urtin                                                                                                 | La Motte-Chalancon         | | 44° 29′ 07″ nord, 5° 22′ 41″ est | « PA00117100 » | Inscription            | 1989      | Image manquante Téléverser                                                                                        |
| Église | La Motte-de-Galaure        | | 45° 11′ 55″ nord, 4° 54′ 28″ est | « PA00117001 » | Inscription            | 1982      | Image manquante Téléverser                                                                                        |
| Église | Mours-Saint-Eusèbe         | | 45° 04′ 14″ nord, 5° 03′ 05″ est | « PA00117002 » | Inscription Classement | 1978 1921 | Image manquante Téléverser                                                                                        |
| Église Notre-Dame de Porporières de Mérindol-les-Oliviers                                                         | Mérindol-les-Oliviers      | | 44° 16′ 20″ nord, 5° 09′ 26″ est | « PA26000008 » | Inscription            | 2000      | Église Notre-Dame de Porporières de Mérindol-les-Oliviers                                                         |
| Château Vieux (ancien château Delphinal)                                                                          | Nyons                      | Grands-Forts (rue des) | 44° 21′ 46″ nord, 5° 08′ 25″ est | « PA00117003 » | Inscription            | 1983      | Château Vieux (ancien château Delphinal)                                                                          |
| Pont sur l'Eygues                                                                                                 | Nyons                      | | 44° 21′ 30″ nord, 5° 08′ 29″ est | « PA00117004 » | Classement             | 1925      | Pont sur l'Eygues                                                                                                 |
| Chapelle Notre-Dame des Aspirants                                                                                 | La Penne-sur-l'Ouvèze      | | 44° 15′ 26″ nord, 5° 13′ 22″ est | « PA00117006 » | Inscription            | 1983      | Chapelle Notre-Dame des Aspirants                                                                                 |
| Château | Peyrins                    | | 45° 05′ 15″ nord, 5° 03′ 12″ est | « PA00117008 » | Inscription            | 1983      | Image manquante Téléverser                                                                                        |
| Chapelle du cimetière                                                                                             | Peyrus                     | | 44° 55′ 08″ nord, 5° 06′ 25″ est | « PA00117007 » | Classement             | 1964      | Image manquante Téléverser                                                                                        |
| Hôtel | Pierrelatte                | Grande-Rue 54 | 44° 22′ 41″ nord, 4° 41′ 46″ est | « PA00117010 » | Inscription            | 1982      | Hôtel |
| Chapelle Notre-Dame du Cadenet                                                                                    | Piégon                     | | 44° 18′ 02″ nord, 5° 07′ 45″ est | « PA00132812 » | Inscription            | 1994      | Chapelle Notre-Dame du Cadenet                                                                                    |
| Église de La Clastre                                                                                              | Piégros-la-Clastre         | | 44° 41′ 59″ nord, 5° 05′ 53″ est | « PA00117009 » | Inscription            | 1988      | Image manquante Téléverser                                                                                        |
| Château de Saint-Ferréol                                                                                          | Pont-de-Barret             | | 44° 36′ 10″ nord, 5° 00′ 36″ est | « PA00117101 » | Inscription            | 1990      | Château de Saint-Ferréol                                                                                          |
| Église Notre-Dame-la-Brune                                                                                        | Pont-de-Barret             | | 44° 36′ 10″ nord, 5° 00′ 45″ est | « PA00117015 » | Classement             | 1908      | Église Notre-Dame-la-Brune                                                                                        |
| Ancienne église Saint-Apollinaire de Pontaix                                                                      | Pontaix                    | | 44° 45′ 03″ nord, 5° 15′ 50″ est | « PA00117014 » | Inscription Classement | 1977 1980 | Ancienne église Saint-Apollinaire de Pontaix                                                                      |
| Chapelle Saint-Gervais                                                                                            | Portes-lès-Valence         | | 44° 51′ 44″ nord, 4° 53′ 34″ est | « PA00117106 » | Inscription            | 1990      | Image manquante Téléverser                                                                                        |
| Château de Saint-André                                                                                            | Le Poët-Célard             | | 44° 35′ 18″ nord, 5° 06′ 29″ est | « PA00117011 » | Classement             | 2003      | Château de Saint-André                                                                                            |
| Ancien temple protestant du Poët-Laval                                                                            | Le Poët-Laval              | | 44° 32′ 12″ nord, 5° 00′ 52″ est | « PA26000024 » | Inscription            | 2010 2014 | Ancien temple protestant du Poët-Laval                                                                            |
| Remparts | Le Poët-Laval              | | 44° 32′ 12″ nord, 5° 00′ 52″ est | « PA00117013 » | Inscription            | 1941      | Remparts |
| Château et sa chapelle                                                                                            | Le Poët-Laval              | | 44° 32′ 14″ nord, 5° 00′ 52″ est | « PA00117012 » | Classement             | 1924      | Château et sa chapelle                                                                                            |
| Château de Puygiron                                                                                               | Puygiron                   | | 44° 32′ 36″ nord, 4° 50′ 54″ est | « PA00117017 » | Inscription            | 1957      | Château de Puygiron                                                                                               |
| Chapelle de Saint-Bonnet de Puygiron                                                                              | Puygiron                   | | 44° 32′ 33″ nord, 4° 50′ 52″ est | « PA00117016 » | Inscription            | 1929      | Chapelle de Saint-Bonnet de Puygiron                                                                              |
| Oppidum Saint-Marcel                                                                                              | Le Pègue                   | | 44° 25′ 54″ nord, 5° 03′ 13″ est | « PA00125737 » | Classement             | 1993      | Oppidum Saint-Marcel                                                                                              |
| Chapelle Sainte-Anne                                                                                              | Le Pègue                   | | 44° 25′ 41″ nord, 5° 02′ 46″ est | « PA00117005 » | Inscription            | 1926      | Chapelle Sainte-Anne                                                                                              |
| Tour carolingienne                                                                                                | Ratières                   | | 45° 11′ 08″ nord, 4° 58′ 21″ est | « PA00117018 » | Inscription            | 1926      | Tour carolingienne                                                                                                |
| Tour dite d'Alençon                                                                                               | Roche-Saint-Secret-Béconne | | 44° 29′ 44″ nord, 5° 01′ 58″ est | « PA00117110 » | Inscription            | 1992      | Tour dite d'Alençon                                                                                               |
| Maison dite de Diane de Poitiers                                                                                  | La Roche-de-Glun           | Péage (place du) | 45° 00′ 50″ nord, 4° 50′ 43″ est | « PA00117019 » | Inscription            | 1983      | Maison dite de Diane de Poitiers                                                                                  |
| Remparts (anciens)                                                                                                | La Roche-de-Glun           | | 45° 00′ 18″ nord, 4° 50′ 28″ est | « PA00117020 » | Inscription            | 1978      | Image manquante Téléverser                                                                                        |
| Église Notre-Dame-de-Sénisse                                                                                      | Rochebaudin                | | 44° 34′ 48″ nord, 5° 01′ 56″ est | « PA00117021 » | Inscription            | 1926      | Église Notre-Dame-de-Sénisse                                                                                      |
| Château | Rochechinard               | | 45° 01′ 49″ nord, 5° 14′ 31″ est | « PA00132813 » | Inscription            | 1994      | Image manquante Téléverser                                                                                        |
| Château de Rochefort-en-Valdaine                                                                                  | Rochefort-en-Valdaine      | | 44° 30′ 40″ nord, 4° 51′ 15″ est | « PA26000010 » | Inscription            | 2001      | Château de Rochefort-en-Valdaine                                                                                  |
| Fontaine publique                                                                                                 | Rochegude                  | | 44° 14′ 53″ nord, 4° 49′ 47″ est | « PA00117024 » | Inscription            | 1926      | Fontaine publique                                                                                                 |
| Chapelle Saint-Denis                                                                                              | Rochegude                  | | 44° 14′ 42″ nord, 4° 49′ 43″ est | « PA00117023 » | Inscription            | 1926      | Chapelle Saint-Denis                                                                                              |
| Notre-Dame-des-Aubagnans                                                                                          | Rochegude                  | | 44° 15′ 43″ nord, 4° 49′ 25″ est | « PA00117022 » | Inscription            | 2022      | Notre-Dame-des-Aubagnans                                                                                          |
| Maison | Romans-sur-Isère           | 18 rue de l'Armillerie | 45° 02′ 38″ nord, 5° 02′ 58″ est | « PA00117036 » | Inscription            | 1980      | Maison |
| Cimetière des Récollets                                                                                           | Romans-sur-Isère           | 54 avenue Berthelot | 45° 02′ 40″ nord, 5° 02′ 11″ est | « PA00117027 » | Classement             | 1986      | Cimetière des Récollets                                                                                           |
| Hôtel de Framond (ancien)                                                                                         | Romans-sur-Isère           | 4 rue des Clercs | 45° 02′ 33″ nord, 5° 03′ 05″ est | « PA00117031 » | Inscription            | 1980      | Hôtel de Framond (ancien)                                                                                         |
| Maison | Romans-sur-Isère           | 5 rue des Clercs | 45° 02′ 33″ nord, 5° 03′ 03″ est | « PA00117037 » | Inscription            | 1980      | Maison |
| Immeuble | Romans-sur-Isère           | 1 rue de l'Ecosserie ; 20 place Maurice-Faure | 45° 02′ 35″ nord, 5° 02′ 56″ est | « PA00117034 » | Inscription            | 1981      | Immeuble |
| Chemin de croix dit du Grand Voyage                                                                               | Romans-sur-Isère           | Faubourg-Clérieux (rue du) Chapeliers (côte des) 9 Montalivet (côte) Jean-Jacques-Rousseau (rue) Pêcherie (rue) Berthelot (avenue) Jules-Nadi (place) 17 | 45° 02′ 40″ nord, 5° 02′ 31″ est | « PA00117026 » | Inscription Classement | 1987 1996 | Chemin de croix dit du Grand Voyage                                                                               |
| Hôtel de Clérieu                                                                                                  | Romans-sur-Isère           | 2 place aux Herbes | 45° 02′ 33″ nord, 5° 02′ 59″ est | « PA00117038 » | Inscription            | 1990      | Hôtel de Clérieu                                                                                                  |
| Maison | Romans-sur-Isère           | 11 rue Mathieu-de-la-Drôme | 45° 02′ 35″ nord, 5° 03′ 03″ est | « PA00117039 » | Inscription            | 1981      | Maison |
| Immeuble | Romans-sur-Isère           | 22 place Maurice-Faure | 45° 02′ 34″ nord, 5° 02′ 55″ est | « PA00117035 » | Inscription            | 1981      | Immeuble |
| Hôtel de Coursac                                                                                                  | Romans-sur-Isère           | 24 place Maurice-Faure | 45° 02′ 34″ nord, 5° 02′ 55″ est | « PA00117030 » | Inscription            | 1981      | Hôtel de Coursac                                                                                                  |
| Chapelle Sainte-Madeleine (ancienne)                                                                              | Romans-sur-Isère           | Maurice-Faure (place) 5 | 45° 02′ 34″ nord, 5° 02′ 58″ est | « PA00117025 » | Inscription Classement | 1960 1960 | Image manquante Téléverser                                                                                        |
| Maison | Romans-sur-Isère           | 5 rue du Mouton | 45° 02′ 36″ nord, 5° 02′ 56″ est | « PA00117040 » | Inscription            | 1982      | Maison |
| Monument aux morts de Romans-sur-Isère                                                                            | Romans-sur-Isère           | | 45° 02′ 42″ nord, 5° 03′ 12″ est | « PA26000035 » | Inscrit                | 2019      | Image manquante Téléverser                                                                                        |
| Hôtel du Puy de Peyrins, dit aussi du Puy-Montbrun (ancien)                                                       | Romans-sur-Isère           | 1 rue du Puy | 45° 02′ 34″ nord, 5° 03′ 10″ est | « PA00117032 » | Inscription            | 1981      | Hôtel du Puy de Peyrins, dit aussi du Puy-Montbrun (ancien)                                                       |
| Hôtel Thomé (ancien)                                                                                              | Romans-sur-Isère           | Saint-Nicolas (rue) 70 | 45° 02′ 35″ nord, 5° 03′ 08″ est | « PA00117033 » | Inscription            | 1981      | Hôtel Thomé (ancien)                                                                                              |
| Couvent de la Visitation de Romans-sur-Isère                                                                      | Romans-sur-Isère           | 2 rue Sainte-Marie | 45° 02′ 41″ nord, 5° 03′ 14″ est | « PA00117028 » | Inscription            | 2022      | Couvent de la Visitation de Romans-sur-Isère                                                                      |
| Tour Jacquemart                                                                                                   | Romans-sur-Isère           | | 45° 02′ 41″ nord, 5° 03′ 09″ est | « PA00117041 » | Inscription            | 1963      | Tour Jacquemart                                                                                                   |
| Collégiale Saint-Barnard                                                                                          | Romans-sur-Isère           | | 45° 02′ 33″ nord, 5° 02′ 58″ est | « PA00117029 » | Classement             | 1840      | Collégiale Saint-Barnard                                                                                          |
| Château de Roussas (ancien)                                                                                       | Roussas                    | | 44° 25′ 55″ nord, 4° 48′ 02″ est | « PA00117042 » | Inscription            | 1926      | Château de Roussas (ancien)                                                                                       |
| Église | Rousset-les-Vignes         | | 44° 25′ 09″ nord, 5° 03′ 42″ est | « PA00117043 » | Inscription            | 1926      | Église |
| Église | Saillans                   | | 44° 41′ 48″ nord, 5° 11′ 56″ est | « PA00117045 » | Classement             | 1919      | Église |
| Borne milliaire                                                                                                   | Saillans                   | | 44° 41′ 52″ nord, 5° 11′ 50″ est | « PA00117044 » | Classement             | 1905      | Borne milliaire                                                                                                   |
| Église de Saint-Benoit-en-Diois                                                                                   | Saint-Benoit-en-Diois      | | 44° 39′ 46″ nord, 5° 16′ 22″ est | « PA00117046 » | Inscription            | 1926      | Église de Saint-Benoit-en-Diois                                                                                   |
| Palais Delphinal (ancien)                                                                                         | Saint-Donat-sur-l'Herbasse | | 45° 07′ 20″ nord, 4° 58′ 59″ est | « PA00117049 » | Classement             | 1946      | Palais Delphinal (ancien)                                                                                         |
| Église collégiale                                                                                                 | Saint-Donat-sur-l'Herbasse | | 45° 07′ 26″ nord, 4° 58′ 57″ est | « PA00117048 » | Inscription Classement | 1926 1906 | Église collégiale                                                                                                 |
| Chapelle des évêques de Saint-Donat-sur-l'Herbasse                                                                | Saint-Donat-sur-l'Herbasse | | 45° 07′ 23″ nord, 4° 58′ 57″ est | « PA00117047 » | Classement             | 1906      | Chapelle des évêques de Saint-Donat-sur-l'Herbasse                                                                |
| Église | Saint-Jean-en-Royans       | | 45° 01′ 06″ nord, 5° 17′ 38″ est | « PA00117052 » | Inscription            | 1926      | Église |
| Prieuré de Saint-Marcel-lès-Sauzet                                                                                | Saint-Marcel-lès-Sauzet    | | 44° 35′ 46″ nord, 4° 48′ 22″ est | « PA00117053 » | Classement             | 1846      | Prieuré de Saint-Marcel-lès-Sauzet                                                                                |
| Maison | Saint-Paul-Trois-Châteaux  | Monseigneur-Sibourg (rue) | 44° 20′ 58″ nord, 4° 46′ 02″ est | « PA00117056 » | Classement             | 1983      | Maison |
| Hôtel Payan | Saint-Paul-Trois-Châteaux  | | 44° 20′ 54″ nord, 4° 46′ 08″ est | « PA00132815 » | Inscription            | 1994      | Hôtel Payan |
| Hôtel de Bimard                                                                                                   | Saint-Paul-Trois-Châteaux  | | 44° 20′ 58″ nord, 4° 46′ 00″ est | « PA00132814 » | Inscription            | 1994      | Hôtel de Bimard                                                                                                   |
| Porte Notre-Dame                                                                                                  | Saint-Paul-Trois-Châteaux  | | 44° 20′ 52″ nord, 4° 45′ 59″ est | « PA00117057 » | Inscription            | 1926      | Porte Notre-Dame                                                                                                  |
| Hôtel de Castellane (ancien)                                                                                      | Saint-Paul-Trois-Châteaux  | | 44° 20′ 52″ nord, 4° 45′ 59″ est | « PA00117055 » | Inscription            | 1939      | Hôtel de Castellane (ancien)                                                                                      |
| Cathédrale Notre-Dame de Saint-Paul-Trois-Châteaux                                                                | Saint-Paul-Trois-Châteaux  | | 44° 20′ 58″ nord, 4° 46′ 04″ est | « PA00117054 » | Classement             | 1840      | Cathédrale Notre-Dame de Saint-Paul-Trois-Châteaux                                                                |
| Îlot de la Tour Juiverie                                                                                          | Saint-Paul-Trois-Châteaux  | | 44° 20′ 55″ nord, 4° 46′ 06″ est | « PA26000028 » | Classement             | 2011      | Image manquante Téléverser                                                                                        |
| Hôtel particulier (Saint Restitut)                                                                                | Saint-Restitut             | | 44° 19′ 54″ nord, 4° 47′ 21″ est | « PA00117060 » | Inscription            | 1926      | Hôtel particulier (Saint Restitut)                                                                                |
| Église de Saint-Restitut                                                                                          | Saint-Restitut             | | 44° 19′ 53″ nord, 4° 47′ 20″ est | « PA00117059 » | Classement             | 1840      | Église de Saint-Restitut                                                                                          |
| Chapelle funéraire (ruines)                                                                                       | Saint-Restitut             | | 44° 20′ 06″ nord, 4° 47′ 23″ est | « PA00117058 » | Classement             | 1908      | Chapelle funéraire (ruines)                                                                                       |
| Château de Gouvernet (ruines)                                                                                     | Saint-Sauveur-Gouvernet    | Gouvernet | 44° 19′ 44″ nord, 5° 23′ 13″ est | « PA00117061 » | Inscription            | 1982      | Château de Gouvernet (ruines)                                                                                     |
| Église Saint-Valéry                                                                                               | Saint-Vallier              | | 45° 10′ 44″ nord, 4° 48′ 54″ est | « PA00117063 » | Inscription            | 1972      | Église Saint-Valéry                                                                                               |
| Château et ses jardins à la française                                                                             | Saint-Vallier              | | 45° 10′ 44″ nord, 4° 48′ 56″ est | « PA00117062 » | Classement             | 1944      | Château et ses jardins à la française                                                                             |
| Église Notre-Dame-de-Beauvert                                                                                     | Sainte-Jalle               | | 44° 20′ 39″ nord, 5° 17′ 12″ est | « PA00117051 » | Inscription            | 1926      | Église Notre-Dame-de-Beauvert                                                                                     |
| Chapelle Sainte-Anastase (ancienne)                                                                               | Sainte-Jalle               | | 44° 19′ 24″ nord, 5° 16′ 25″ est | « PA00117050 » | Inscription            | 1984      | Image manquante Téléverser                                                                                        |
| Donjon de Lastic                                                                                                  | Saou                       | | 44° 38′ 55″ nord, 5° 04′ 23″ est | « PA00117065 » | Inscription            | 1926      | Image manquante Téléverser                                                                                        |
| Beffroi de Saou                                                                                                   | Saou                       | | 44° 38′ 45″ nord, 5° 03′ 46″ est | « PA00117064 » | Inscription            | 1926      | Beffroi de Saou                                                                                                   |
| relais de poste aux chevaux (ancien)                                                                              | Saulce-sur-Rhône           | | 44° 42′ 08″ nord, 4° 47′ 55″ est | « PA00117066 » | Inscription            | 1981      | relais de poste aux chevaux (ancien)                                                                              |
| Villa Sestier | Sauzet                     | 102 route de Crest | 44° 36′ 13″ nord, 4° 49′ 15″ est | « PA26000029 » | Inscription Classement | 2012 2016 | Villa Sestier |
| Domaine de Serre-de-Parc (également sur commune de Montélimar)                                                    | Savasse                    | | 44° 35′ 22″ nord, 4° 45′ 15″ est | « PA00117102 » | Inscription Classement | 1989 1997 | Domaine de Serre-de-Parc (également sur commune de Montélimar)                                                    |
| Église Notre-Dame-la-Blanche                                                                                      | Savasse                    | | 44° 36′ 20″ nord, 4° 46′ 26″ est | « PA00117067 » | Inscription            | 1926      | Église Notre-Dame-la-Blanche                                                                                      |
| Château de Solérieux                                                                                              | Solérieux                  | | 44° 20′ 31″ nord, 4° 49′ 09″ est | « PA00117103 » | Inscription            | 1989      | Image manquante Téléverser                                                                                        |
| Église de Solérieux                                                                                               | Solérieux                  | | 44° 20′ 53″ nord, 4° 49′ 58″ est | « PA00117068 » | Inscription            | 1926      | Église de Solérieux                                                                                               |
| Château de Soyans                                                                                                 | Soyans                     | | 44° 37′ 39″ nord, 5° 01′ 18″ est | « PA00117069 » | Inscription            | 2013      | Château de Soyans                                                                                                 |
| Maison | Suze-la-Rousse             | Grande-Rue | 44° 17′ 25″ nord, 4° 50′ 22″ est | « PA00117074 » | Classement             | 1983      | Maison |
| Église Saint-Bach                                                                                                 | Suze-la-Rousse             | | 44° 17′ 22″ nord, 4° 50′ 24″ est | « PA00132816 » | Inscription            | 1994      | Église Saint-Bach                                                                                                 |
| Maison de Ville (ancienne)                                                                                        | Suze-la-Rousse             | | 44° 17′ 24″ nord, 4° 50′ 23″ est | « PA00117073 » | Classement             | 1908      | Maison de Ville (ancienne)                                                                                        |
| Château de Suze-la-Rousse                                                                                         | Suze-la-Rousse             | Grande rue | 44° 17′ 24″ nord, 4° 50′ 18″ est | « PA00117072 » | Classement             | 1964      | Château de Suze-la-Rousse                                                                                         |
| Chapelle funéraire des Seigneurs de la Baume (ancienne)                                                           | Suze-la-Rousse             | | 44° 17′ 23″ nord, 4° 50′ 08″ est | « PA00117071 » | Inscription            | 1981      | Chapelle funéraire des Seigneurs de la Baume (ancienne)                                                           |
| Chapelle Saint-Torquat                                                                                            | Suze-la-Rousse             | Hameau Saint Truquoi | 44° 18′ 38″ nord, 4° 50′ 39″ est | « PA00117070 » | Inscription            | 1926      | Chapelle Saint-Torquat                                                                                            |
| Grenier à sel | Tain-l'Hermitage           | Herbes (rue des) ; 11 novembre 1918 (rue du) | 45° 04′ 12″ nord, 4° 50′ 13″ est | « PA00117076 » | Inscription            | 1931      | Grenier à sel |
| Passerelle Marc-Seguin                                                                                            | Tain-l'Hermitage           | Sur le C.D. 219 | 45° 04′ 03″ nord, 4° 50′ 29″ est | « PA00117077 » | Inscription            | 1985      | Passerelle Marc-Seguin                                                                                            |
| Autel taurobolique                                                                                                | Tain-l'Hermitage           | Taurobole (place du) | 45° 04′ 14″ nord, 4° 50′ 12″ est | « PA00117078 » | Classement             | 1840      | Autel taurobolique                                                                                                |
| Chapelle Saint-Christophe                                                                                         | Tain-l'Hermitage           | | 45° 04′ 43″ nord, 4° 50′ 12″ est | « PA00117075 » | Inscription            | 1934      | Chapelle Saint-Christophe                                                                                         |
| Temple protestant de Taulignan                                                                                    | Taulignan                  | Côtes-du-Rhône (rue des) | 44° 26′ 41″ nord, 4° 58′ 56″ est | « PA26000025 » | Inscription            | 2010      | Temple protestant de Taulignan                                                                                    |
| Château des Tourettes (vestiges)                                                                                  | Les Tourrettes             | | 44° 40′ 00″ nord, 4° 48′ 49″ est | « PA00117080 » | Inscription            | 1962      | Château des Tourettes (vestiges)                                                                                  |
| Chapelle Saint-Didier                                                                                             | Les Tourrettes             | | 44° 39′ 47″ nord, 4° 48′ 23″ est | « PA00117079 » | Classement             | 1956      | Chapelle Saint-Didier                                                                                             |
| Château (intérieurs et extérieurs) et son parc                                                                    | Triors                     | | 45° 05′ 38″ nord, 5° 06′ 46″ est | « PA00117081 » | Inscription            | 1944      | Image manquante Téléverser                                                                                        |
| Immeuble : Maison commune                                                                                         | Tulette                    | 11-Novembre (place du) 2, 4 | 44° 17′ 11″ nord, 4° 55′ 49″ est | « PA00117113 » | Inscription            | 1992      | Immeuble : Maison commune                                                                                         |
| Immeuble : Maison Verin                                                                                           | Tulette                    | 11-Novembre (place du) 7 | 44° 17′ 12″ nord, 4° 55′ 50″ est | « PA00117112 » | Inscription            | 1992      | Immeuble : Maison Verin                                                                                           |
| Chapelle du cimetière d'Upie                                                                                      | Upie                       | | 44° 48′ 34″ nord, 4° 58′ 59″ est | « PA00117082 » | Inscription            | 1926      | Chapelle du cimetière d'Upie                                                                                      |
| Église Saint-Martin                                                                                               | Valaurie                   | | 44° 25′ 19″ nord, 4° 48′ 47″ est | « PA00117083 » | Inscription            | 1926      | Église Saint-Martin                                                                                               |
| Chapelle des Cordeliers                                                                                           | Valence                    | André-Lacroix (rue) 2 | 44° 56′ 06″ nord, 4° 53′ 31″ est | « PA00117086 » | Inscription Classement | 1983 1983 | Chapelle des Cordeliers                                                                                           |
| Hôtel des Ponts-et-Chaussées                                                                                      | Valence                    | Chapeliers (côte des) 29 | 44° 56′ 03″ nord, 4° 53′ 27″ est | « PA00117089 » | Inscription            | 1983      | Image manquante Téléverser                                                                                        |
| Gare de Valence-Ville                                                                                             | Valence                    | Denis-Papin (rue) | 44° 55′ 41″ nord, 4° 53′ 36″ est | « PA00117088 » | Inscription            | 1982      | Gare de Valence-Ville                                                                                             |
| Hôtel de Pampelonne (ancien)                                                                                      | Valence                    | Grande-Rue 31 ; Briffaut (rue) 4 | 44° 55′ 58″ nord, 4° 53′ 29″ est | « PA00117091 » | Inscription            | 1981      | Image manquante Téléverser                                                                                        |
| Hôtel de ville de Valence                                                                                         | Valence                    | Liberté (place) 001 | 44° 56′ 00″ nord, 4° 53′ 31″ est | « PA26000034 » | Inscription            | 2018      | Hôtel de ville de Valence                                                                                         |
| Maison des Têtes de Valence                                                                                       | Valence                    | Grande-Rue 57 | 44° 55′ 55″ nord, 4° 53′ 27″ est | « PA00117093 » | Classement             | 1944      | Maison des Têtes de Valence                                                                                       |
| Ancienne chapelle des Capucins, dépendant actuellement de la Direction Départementale de l'Équipement de la Drôme | Valence                    | Laënnec (place) 4 | 44° 56′ 09″ nord, 4° 53′ 23″ est | « PA26000003 » | Inscription            | 1997      | Ancienne chapelle des Capucins, dépendant actuellement de la Direction Départementale de l'Équipement de la Drôme |
| Clos Genest : villa des Cigales et villa Margot                                                                   | Valence                    | Moulins (rue des) 51, 57 | 44° 55′ 28″ nord, 4° 54′ 06″ est | « PA26000004 » | Inscription            | 1997      | Clos Genest : villa des Cigales et villa Margot                                                                   |
| Maison Dupré-Latour                                                                                               | Valence                    | Pérollerie (rue) 7 | 44° 55′ 56″ nord, 4° 53′ 24″ est | « PA00117092 » | Inscription Classement | 1926 1927 | Maison Dupré-Latour                                                                                               |
| Église Saint-Jean-Baptiste                                                                                        | Valence                    | Saint-Jean (place) | 44° 56′ 03″ nord, 4° 53′ 30″ est | « PA00117087 » | Inscription            | 1978      | Église Saint-Jean-Baptiste                                                                                        |
| Abbaye Notre-Dame de Soyons et porte de l’arsenal                                                                 | Valence                    | Saint-Martin (rue) | 44° 55′ 59″ nord, 4° 53′ 17″ est | « PA00117084 » | Inscription            | 1926      | Abbaye Notre-Dame de Soyons et porte de l’arsenal                                                                 |
| Domaine de Valensolles                                                                                            | Valence                    | 32 - 34 avenue de Valensolles | 44° 55′ 02″ nord, 4° 52′ 53″ est | « PA26000020 » | Inscription            | 2007      | Domaine de Valensolles                                                                                            |
| Abbaye Saint-Ruf de Valence                                                                                       | Valence                    | 23 Rue Ambroise Paré | 44° 56′ 02″ nord, 4° 53′ 22″ est | « PA00117095 » | Inscription Classement | 1999 1921 | Abbaye Saint-Ruf de Valence                                                                                       |
| Abbaye de Saint-Ruf-hors-les-Murs                                                                                 | Valence                    | Avenue de Provence | 44° 55′ 40″ nord, 4° 52′ 58″ est | « PA26000030 » | Inscription            | 2014      | Image manquante Téléverser                                                                                        |
| Pendentif de Valence                                                                                              | Valence                    | 1 place du pendentif | 44° 55′ 55″ nord, 4° 53′ 23″ est | « PA00117094 » | Classement             | 1840      | Pendentif de Valence                                                                                              |
| Kiosque Peynet | Valence                    | 1 avenue du Champ de Mars | 44° 55′ 45″ nord, 4° 53′ 19″ est | « PA00117090 » | Classement             | 1982      | Kiosque Peynet |
| Domaine de Murat-Fontlozier                                                                                       | Valence                    | Chemin du Bois-de-Murat | 44° 54′ 28″ nord, 4° 53′ 20″ est | « PA26000033 » | Inscription            | 2016      | Image manquante Téléverser                                                                                        |
| Cathédrale Saint-Apollinaire de Valence                                                                           | Valence                    | place des Ormeaux | 44° 55′ 54″ nord, 4° 53′ 23″ est | « PA00117085 » | Classement             | 1862      | Cathédrale Saint-Apollinaire de Valence                                                                           |
| Monument aux morts de Valence                                                                                     | Valence                    | | 44° 55′ 51″ nord, 4° 53′ 10″ est | « PA26000036 » | Classé                 | 2022      | Image manquante Téléverser                                                                                        |
| Moulins à vent de la Mure                                                                                         | Vassieux-en-Vercors        | | 44° 54′ 52″ nord, 5° 22′ 44″ est | « PA26000026 » | Inscription            | 2011      | Moulins à vent de la Mure                                                                                         |
| Atelier de taille de silex                                                                                        | Vassieux-en-Vercors        | | 44° 51′ 56″ nord, 5° 21′ 24″ est | « PA00117096 » | Classement             | 1982      | Image manquante Téléverser                                                                                        |
| Château de Veaunes                                                                                                | Veaunes                    | | 45° 05′ 09″ nord, 4° 55′ 06″ est | « PA26000009 » | Inscription            | 2000      | Image manquante Téléverser                                                                                        |
| Pont romain (vestiges)                                                                                            | Villeperdrix               | | 44° 26′ 04″ nord, 5° 17′ 22″ est | « PA00117104 » | Inscription            | 1989      | Pont romain (vestiges)                                                                                            |